# 게으름에 대한 찬양
게으름에 대한 찬양(In Praise of Idleness and Other Essays)은 버트런드 러셀이 쓴 수필집으로 1935년에 출판되었다. 내용은 주로 사회학, 윤리학, 철학이다. 러셀은 '노동이 미덕'이라는 신념이 현대 사회에서 악을 양산해 내고 있으며  행복과 번영을 원한다면 오히려 노동을 줄여야 한다고 주장한다.  즉 노동시간을 줄여야, 여가 시간을 통해 예술과 학문에 관심을 갖게 된다는 주장이다.  또한, 하루에 4시간만 일해도 전체 인구가 충분하게 생활 가능하며, 나머지 시간을 여가 또는 게으름에 이용할 수 있다고 주장한다.  이런 주장은 철학자 루키우스 안나이우스 세네카의 여가의 라틴 의미와 흡사하다.

## 같이 보기
- 기 드보르